# NGP (企業)
株式会社NGPは、東京都港区に本社を置くNGP日本自動車リサイクル事業協同組合の関連会社。廃車（自動車）買取サービス「廃車王」の運営（全国133店舗展開）、NGPシステムの運営管理などの事業を手がけている。

## 沿革
- 1990年11月 - 株式会社NGPを設立
- 2005年11月 - 廃車買取サイト「くるマック」全国展開（現：廃車王）
- 2012年11月 - プライバシーマーク取得
- 2013年12月 - 廃車買取サイト「くるマック」を「廃車王」にリニューアル

## 事業内容
- 廃車買取サービス「廃車王」の運営
- NGPシステムの運営管理
- 損害保険会社及び リース会社使用済み自動車引取窓口業務
- ISO14001コンサルティング
- その他サポート